# Benjaminiola
Benjaminiola là một chi bướm đêm thuộc họ Noctuidae.

## Các loài
- Benjaminiola colorada (Smith, 1900)